# Lycopodium japonicum
Lycopodium japonicum là một loài thực vật có mạch trong Họ Thạch tùng. Loài này được Thunb. mô tả khoa học đầu tiên năm 1784.